# Cantón de Soisy-sous-Montmorency
El cantón de Soisy-sous-Montmorency era una división administrativa francesa, que estaba situada en el departamento de Valle del Oise y la región de Isla de Francia.

## Composición
El cantón estaba formado por tres comunas:
- Andilly
- Margency
- Soisy-sous-Montmorency

## Supresión del cantón de Soisy-sous-Montmorency
En aplicación del Decreto n.º 2014-168 de 17 de febrero de 2014, el cantón de Soisy-sous-Montmorency fue suprimido el 22 de marzo de 2015 y sus 3 comunas pasaron a formar parte del nuevo cantón de Montmorency.